# Кудряшов, Герман Николаевич
Ге́рман Николаевич Кудряшо́в (26 сентября 1964, Сетунь, Москва) — советский и российский футболист, защитник.

## Биография
Воспитанник футбольной школы «Искра» Сетунь, тренеры Н. Т. Дементьев, А. А. Корнеев. В 1984 году сыграл 29 матчей за «Зоркий». С 1985 по 1991 год выступал за брянское «Динамо», в 144 играх отметился 3 голами.
В 1991 году перешёл в «Кубань», где и завершил сезон, проведя 1 игру. Сезон 1992 года начал в славянской «Ниве», сыграл 1 матч, после чего вернулся в «Кубань», где и доиграл сезон, дебютировав при этом в Высшей лиге России, в которой провёл 13 встреч.
После завершения профессиональной карьеры продолжил играть на любительском уровне, кроме того, занимался пляжным футболом, а также выступал в соревнованиях среди ветеранов.

## Достижения
В составе сборной Москвы победитель турнира «Переправа» (1982).